# Crepidospermum goudotianum
Crepidospermum goudotianum là một loài thực vật có hoa trong họ Burseraceae. Loài này được (Tul.) Triana & Planch. mô tả khoa học đầu tiên năm 1872.